# NGC 7819
NGC 7819 est une galaxie spirale barrée située dans la constellation de Pégase. Sa vitesse par rapport au fond diffus cosmologique est de 4 626 ± 23 km/s, ce qui correspond à une distance de Hubble de 68,2 ± 4,8 Mpc (∼222 millions d'al). NGC 7819 a été découverte par l'astronome britannique Ralph Copeland en 1872.
La classe de luminosité de NGC 7819 est II et elle présente une large raie HI. Elle renferme également des régions d'hydrogène ionisé (HII).
En raison d'une brillance de surface égale à 14,14 mag/am2, on peut qualifier NGC 7819 de galaxie à faible brillance de surface (LSB en anglais pour low surface brightness). Les galaxies LSB sont des galaxies diffuses (D) avec une brillance de surface inférieure de moins d'une magnitude à celle du ciel nocturne ambiant.
À ce jour, deux mesures non basées sur le décalage vers le rouge (redshift) donnent une distance de 38,250 ± 5,445 Mpc (∼125 millions d'al), ce qui est à l'extérieur des valeurs de la distance de Hubble.

## Groupe de NGC 7831
NGC 7819 est membre du groupe de galaxies de NGC 7831. Le groupe de NGC 7831 comprend en autres les galaxies NGC 7805, NGC 7806, NGC 7831, NGC 7836 et une douzaine d'autres galaxies.